# Bösleben-Wüllersleben
Bösleben-Wüllersleben è un comune di 621 abitanti della Turingia, in Germania.
Appartiene al circondario dell'Ilm (targa IK) ed è parte della comunità amministrativa (Verwaltungsgemeinschaft) di Riechheimer Berg.